# Korynetes ruficornis
Korynetes ruficornis là một loài bọ cánh cứng trong họ Cleridae. Loài này được Sturm miêu tả khoa học năm 1837.